# Liste der Kulturdenkmale in Sülfeld
In der Liste der Kulturdenkmale in Sülfeld sind alle Kulturdenkmale der schleswig-holsteinischen Gemeinde Sülfeld (Kreis Segeberg) und ihrer Ortsteile aufgelistet (Stand: 31. März 2025).

## Legende
In den Spalten befinden sich folgende Informationen:
- Objekt-ID: die Nummer des Kulturdenkmales
- Lage: die Adresse des Kulturdenkmales und die geographischen Koordinaten. Kartenansicht, um Koordinaten zu setzen. In der Kartenansicht sind Kulturdenkmale ohne Koordinaten mit einem roten Marker dargestellt und können in der Karte gesetzt werden. Kulturdenkmale ohne Bild sind mit einem blauen Marker gekennzeichnet, Kulturdenkmale mit Bild mit einem grünen Marker.
- Offizielle Bezeichnung: Bezeichnung des Kulturdenkmales
- Beschreibung: die Beschreibung des Kulturdenkmales
- Bild: ein Bild des Kulturdenkmales

## Sachgesamtheiten
| Objekt-ID      | Lage                                                    | Offizielle Bezeichnung | Beschreibung | Bild |
| -------------- | ------------------------------------------------------- | ---------------------- | --- | ---- |
| 41011 Wikidata | Am Markt 14, 16, Am Markt (53° 48′ 2″ N, 10° 13′ 52″ O) | Kirche Sülfeld         | Aktualisierung vorgesehen - Begründung: geschichtlich, künstlerisch, städtebaulich, Kulturlandschaft prägend - Schutzumfang: Kirche mit Ausstattung, Kirchhof, Grabmale bis 1870, Feldsteinböschungsmauer, Baumkranz (Am Markt); Pastorat (Am Markt 16), ehem. Remise (Am Markt 14) | BW   |
| 41012 Wikidata | Neuer Weg (53° 48′ 8″ N, 10° 13′ 38″ O)                 | Friedhof Sülfeld       | Aktualisierung vorgesehen - Begründung: geschichtlich, künstlerisch, Kulturlandschaft prägend - Schutzumfang: Friedhof, Friedhofskapelle | BW   |

## Bauliche Anlagen
| Objekt-ID      | Lage                                             | Offizielle Bezeichnung  | Beschreibung | Bild                             |
| -------------- | ------------------------------------------------ | ----------------------- | --- | -------------------------------- |
| 42395          | Alte Poststraße 5 (53° 48′ 54″ N, 10° 12′ 13″ O) | Altes Forsthaus         | Altes Forsthaus; um 1730; eingeschossiger, traufständiger Backsteinbau mit Schopfwalmdach, Stallgebäude, eingeschossiger Fachwerkbau mit Walmdach - Begründung: geschichtlich, Kulturlandschaft prägend - Schutzumfang: Altes Forsthaus, Stallgebäude - Denkmaltyp: Bauliche Anlage                                             | BW                               |
| 43554          | Am Dorfplatz 1a (53° 48′ 30″ N, 10° 13′ 56″ O)   | Alte Schule             | Alte Schule; 1915; eingeschossiger, traufständiger Backsteinbau mit schiefergedecktem Schopfwalmdach, die südliche Gebäudehälfte nach Westen und Osten als breite Risalite ausgebildet - Begründung: geschichtlich, städtebaulich - Schutzumfang: gesamtes Objekt - Denkmaltyp: Bauliche Anlage                                 | BW                               |
| 33281 Wikidata | Am Markt 9 (53° 48′ 2″ N, 10° 13′ 50″ O)         | ehem. Gasthof Scheel    | Alteintragung (Aktualisierung vorgesehen) - Begründung: geschichtlich, städtebaulich - Schutzumfang: gesamtes Objekt - Denkmaltyp: Bauliche Anlage | BW                               |
| 12559 Wikidata | Am Markt 14 (53° 48′ 5″ N, 10° 13′ 54″ O)        | ehem. Remise            | Alteintragung (Aktualisierung vorgesehen) - Begründung: geschichtlich, künstlerisch, städtebaulich - Schutzumfang: Alteintragung (Aktualisierung vorgesehen) - Denkmaltyp: Bauliche Anlage, Sachgesamtheit: Kirche Sülfeld | Fotos hochladen                  |
| 12558 Wikidata | Am Markt 16 (53° 48′ 6″ N, 10° 13′ 53″ O)        | Pastorat                | Alteintragung (Aktualisierung vorgesehen) - Begründung: geschichtlich, künstlerisch, städtebaulich - Schutzumfang: Alteintragung (Aktualisierung vorgesehen) - Denkmaltyp: Bauliche Anlage, Sachgesamtheit: Kirche Sülfeld | Fotos hochladen                  |
| 3818 Wikidata  | Am Markt (53° 48′ 4″ N, 10° 13′ 52″ O)           | Kirche mit Ausstattung  | Alteintragung (Aktualisierung vorgesehen) - Begründung: geschichtlich, künstlerisch, städtebaulich - Schutzumfang: gesamtes Objekt - Denkmaltyp: Bauliche Anlage, Sachgesamtheit: Kirche Sülfeld | weitere Fotos \| Fotos hochladen |
| 20982 Wikidata | Neuer Weg (53° 48′ 10″ N, 10° 13′ 37″ O)         | Friedhofskapelle        | Alteintragung (Aktualisierung vorgesehen) - Begründung: geschichtlich, künstlerisch - Schutzumfang: Alteintragung (Aktualisierung vorgesehen) - Denkmaltyp: Bauliche Anlage, Sachgesamtheit: Friedhof Sülfeld | BW                               |
| 33451 Wikidata | Oldesloer Straße 5 (53° 48′ 1″ N, 10° 14′ 1″ O)  | Alte Schule             | Alte Schule; 1913, Architekt Karl Zöllner; eingeschossiger Backsteinbau im barockisierenden Heimatschutzstil, Walmdach, Mittelrisalit mit rustizierten Ecken, Mitteleingang und geschwungenem Giebelfeld - Begründung: geschichtlich, künstlerisch, städtebaulich - Schutzumfang: gesamtes Objekt - Denkmaltyp: Bauliche Anlage | BW                               |
| 2203 Wikidata  | Parkallee 1 (53° 49′ 6″ N, 10° 11′ 57″ O)        | Gut Borstel: Herrenhaus | Das heutige Herrenhaus wurde im Jahre 1737 erbaut. Alteintragung (Aktualisierung vorgesehen) - Begründung: Alteintragung (Aktualisierung vorgesehen) - Schutzumfang: Alteintragung (Aktualisierung vorgesehen) - Denkmaltyp: Bauliche Anlage                                                                                    | Fotos hochladen                  |

## Gründenkmale
| Objekt-ID      | Lage                                         | Offizielle Bezeichnung                      | Beschreibung | Bild            |
| -------------- | -------------------------------------------- | ------------------------------------------- | --- | --------------- |
| 27025          | Am Dorfplatz (53° 48′ 31″ N, 10° 13′ 53″ O)  | Dorfplatz                                   | Dorfplatz; im Kern auf das späte Mittelalter zurückgehend; dreieckiger Platz mit Doppeleiche mit Gedenkstein - Begründung: geschichtlich, städtebaulich, Kulturlandschaft prägend - Schutzumfang: Dorfplatz, Doppeleiche mit Gedenkstein - Denkmaltyp: Gründenkmal                                                                                          | BW              |
| 20829 Wikidata | Am Markt (53° 48′ 4″ N, 10° 13′ 51″ O)       | Kirchhhof                                   | Alteintragung (Aktualisierung vorgesehen) - Begründung: geschichtlich, Kulturlandschaft prägend - Schutzumfang: Kirchhof, Grabmale bis 1870, Feldsteinböschungsmauer, Baumkranz - Denkmaltyp: Gründenkmal, Sachgesamtheit: Kirche Sülfeld | Fotos hochladen |
| 20832 Wikidata | Neuer Weg (53° 48′ 11″ N, 10° 13′ 38″ O)     | Friedhof                                    | Alteintragung (Aktualisierung vorgesehen) - Begründung: geschichtlich, Kulturlandschaft prägend - Schutzumfang: gesamtes Objekt - Denkmaltyp: Gründenkmal, Sachgesamtheit: Friedhof Sülfeld | BW              |
| 12665 Wikidata | Parkallee 1–40 (53° 49′ 6″ N, 10° 11′ 51″ O) | Gut Borstel: Gutspark                       | Alteintragung (Aktualisierung vorgesehen) - Begründung: geschichtlich, Kulturlandschaft prägend - Schutzumfang: Gut Borstel: Gutspark, südliche Randallee des ehem. Barockgartens, Linden der Querallee des ehem. Barockgartens, Eibe am Betriebshof, Eibe im Pleasureground, Douglasie, nördlicher Uferbereich des Mühlenteiches - Denkmaltyp: Gründenkmal | BW              |
| 12666          | Parkallee 1–40 (53° 49′ 6″ N, 10° 12′ 2″ O)  | Gut Borstel: Zufahrtsallee                  | Alteintragung (Aktualisierung vorgesehen) - Begründung: geschichtlich, Kulturlandschaft prägend - Schutzumfang: gesamtes Objekt - Denkmaltyp: Gründenkmal | BW              |
| 27958          | Parkallee 1–40 (53° 49′ 6″ N, 10° 12′ 0″ O)  | Gut Borstel: zwei Reihen Linden im Ehrenhof | Alteintragung (Aktualisierung vorgesehen) - Begründung: geschichtlich, Kulturlandschaft prägend - Schutzumfang: gesamtes Objekt - Denkmaltyp: Gründenkmal | BW              |

## Quelle
- Liste der Kulturdenkmale in Schleswig-Holstein – Kreis Segeberg

- Karte mit allen Koordinaten:
- OSM |
- WikiMap